# José Rodolfo Serpa Pérez
José Rodolfo Serpa Pérez, més conegut com a José Serpa (Sampués, Sucre, 17 d'abril de 1979) és un ciclista colombià. El 2006, amb 26 anys, passà al professionalisme, després d'haver destacat en les curses amateurs colombianes.
En el seu palmarès destaca la victòria a la general de l'UCI America Tour de 2006 i el Tour de Langkawi de 2009 i 2012.

## Palmarès en ruta
- 2003
  -  Medalla d'or en la prova de contrarellotge individual als Jocs Panamericans
- 2005
  - 1r a la Volta a Trujillo i vencedor de 2 etapes
- 2006
  - UCI America Tour
  - Campió als Campionat Panamericà en ruta
  - 1r a la Volta a Veneçuela i vencedor d'una etapa
  - Vencedor de 2 etapes del Tour de Langkawi
  - Vencedor d'una etapa de la Volta a Colòmbia
  - Vencedor d'una etapa de la Volta per un Xile Líder
- 2007
  - Vencedor d'una etapa del Tour de Langkawi
  - Vencedor d'una etapa de la Volta al Táchira
- 2008
  - 1r al Clàssic Ciclístic Banfoandes i vencedor de 2 etapes
  - Vencedor d'una etapa del Tour de Langkawi
  - Vencedor d'una etapa de la Volta a Veneçuela
- 2009
  - 1r al Tour de Langkawi i vencedor d'una etapa
  - Vencedor d'una etapa del Tour de San Luis
  - Vencedor d'una etapa de la Volta a Veneçuela
- 2010
  - Vencedor d'una etapa de la Setmana Internacional Coppi i Bartali
  - Vencedor d'una etapa de la Setmana Ciclista Lombarda
- 2011
  - 1r al Giro del Friül
  - Vencedor d'una etapa del Tour de San Luis
- 2012
  - 1r al Tour de Langkawi, vencedor de 2 etapes i del Gran Premi de la muntanya
- 2014
  - 1r al Trofeu Laigueglia
- 2017
  - Vencedor d'una etapa de la Volta a Colòmbia
- 2018
  - Vencedor d'una etapa a la Volta al Táchira

### Resultats al Giro d'Itàlia
- 2006. 31è de la classificació general
- 2008. 26è de la classificació general
- 2009. 12è de la classificació general[2]
- 2010. 30è de la classificació general
- 2011. 52è de la classificació general
- 2012. 87è de la classificació general
- 2013. 27è de la classificació general

### Resultats al Tour de França
- 2013. 21è de la classificació general
- 2014. 48è de la classificació general
- 2015. 122è de la classificació general

### Resultats a la Volta a Espanya
- 2014. 93è de la classificació general

## Palmarès en pista
- 2004
  - 1r als Campionats Panamericans en Madison (amb John Fredy Parra)
  - 1r als Campionats Panamericans en Persecució per equips
- 2006
  - Medalla d'or als Jocs Centreamericans i del Carib en Persecució per equips

### Resultats a laCopa del Món
- 2003
  - 1r a Aguascalientes, en Persecució per equips